# Stara Łubianka
Stara Łubianka (prononciation : [ˈstara wuˈbjanka]) est un village polonais de la gmina de Szydłowo dans le powiat de Piła de la voïvodie de Grande-Pologne dans le centre-ouest de la Pologne.
Il se situe à environ 1 kilomètre au nord-est de Szydłowo (siège de la gmina), 10 kilomètres au nord de Piła (siège du powiat), et à 94 kilomètres au nord de Poznań (capitale de la Grande-Pologne).

## Histoire
De 1815 à 1945, Lebehnke fait partie de l'arrondissement de Deutsch Krone dans le district de Marienwerder, au sein de la province de Prusse-Occidentale.
De 1975 à 1998, le village faisait partie du territoire de la voïvodie de Piła.

Depuis 1999, Stara Łubianka est situé dans la voïvodie de Grande-Pologne.